# Trasmettitore d'onda

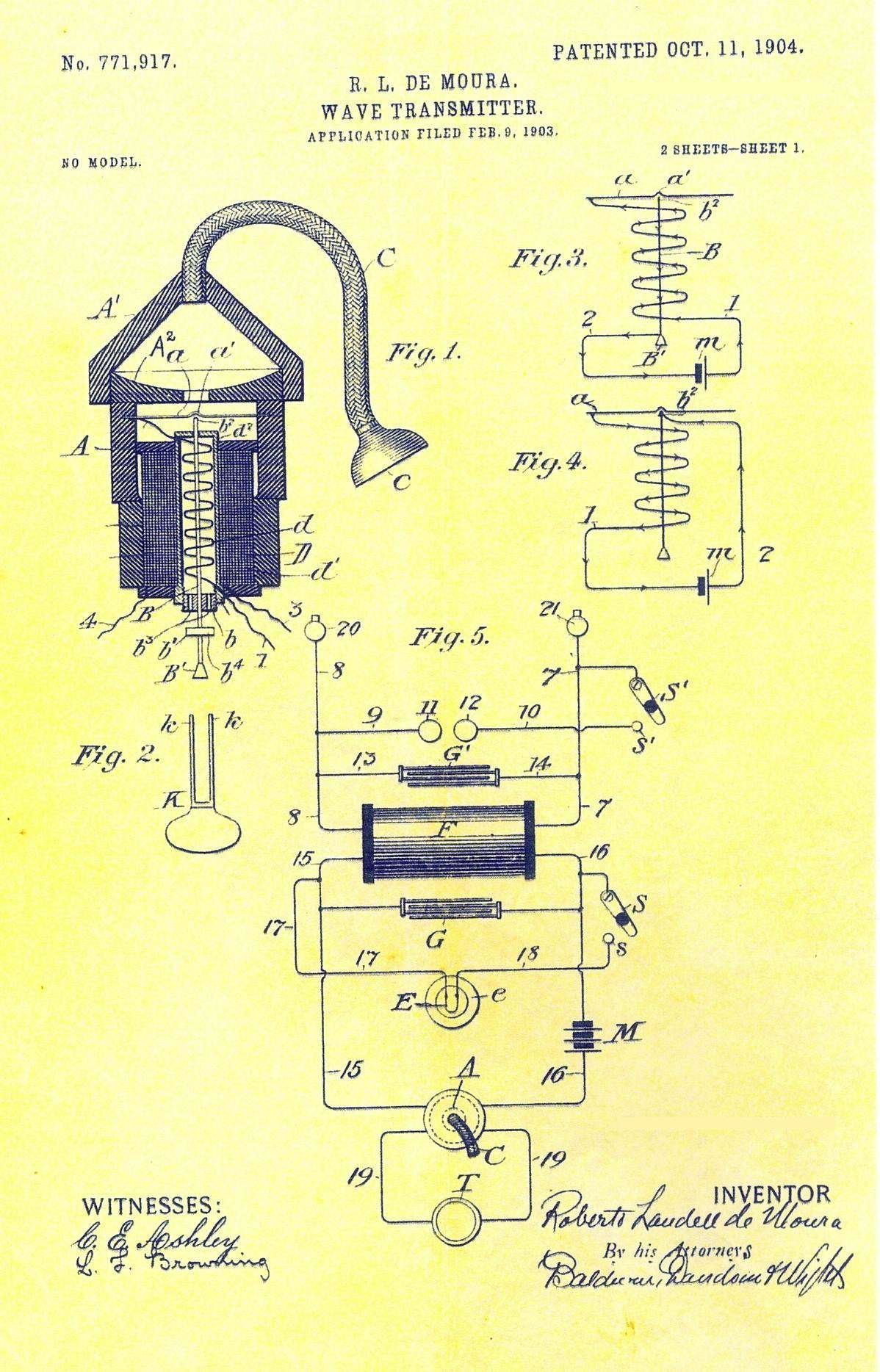
Diagramma del trasmettitore d'onda (1904)

Il trasmettitore d'onda era un trasmettitore/ricevitore radio descritto in un brevetto di Roberto Landell de Moura del 1904 e capace di trasmettere il suono tramite onde radio e luce (come un fotofono). Fu sviluppato dopo molti anni di esperimenti condotti da Landell de Moura su dispositivi multifunzione che erano combinazioni di megafoni, fotofoni e radiotelegrafi.

## Storia

### Premesse
Landell de Moura iniziò a sperimentare con la comunicazione senza fili a metà degli anni Novanta del XIX secolo. Lavorò con megafoni alimentati elettricamente e fotofoni; quando poi fu inventata la tecnologia radio, incorporò la radiotelegrafia. Per il 1900 Landell de Moura teneva dimostrazioni pubbliche di un dispositivo che sembrava utilizzare la luce (un fotofono), per il quale ricevette un brevetto brasiliano nel 1901.
Il 14 giugno 1901 si recò in Europa sul piroscafo Piemonte, da dove poi raggiunse gli Stati Uniti, dove tentò di brevettare le sue invenzioni. Aprì un laboratorio a New York e brevettò un fotofono con campanello o cicalino a onde radio utili per inviare avvisi all'utente all'altro capo, nonché un telegrafo senza fili autonomo che utilizzava la luce o le onde radio. Dovette cambiare più volte le descrizioni dei suoi brevetti a causa dei requisiti dell'Ufficio Brevetti.
Nel 1904 ricevette un brevetto (n. 771917) per il suo trasmettitore d'onde. Secondo i tecnici americani che analizzarono le sue ricerche durante il processo di rilascio del brevetto, il suo sistema di trasmissione senza fili era superiore a quello già sviluppato. Fu pertanto considerato “lo scopritore e il creatore dei principi su cui si basa” la radiotelefonia. Con la pubblicazione dei brevetti, diversi imprenditori si offrirono di acquistare i diritti, ma Landell de Moura li rifiutò, dichiarando: "Le invenzioni non mi appartengono più. Per grazia di Dio, ne sono solo il custode. Le porterò nella mia patria, il Brasile, che avrà la responsabilità di consegnarle all'umanità."

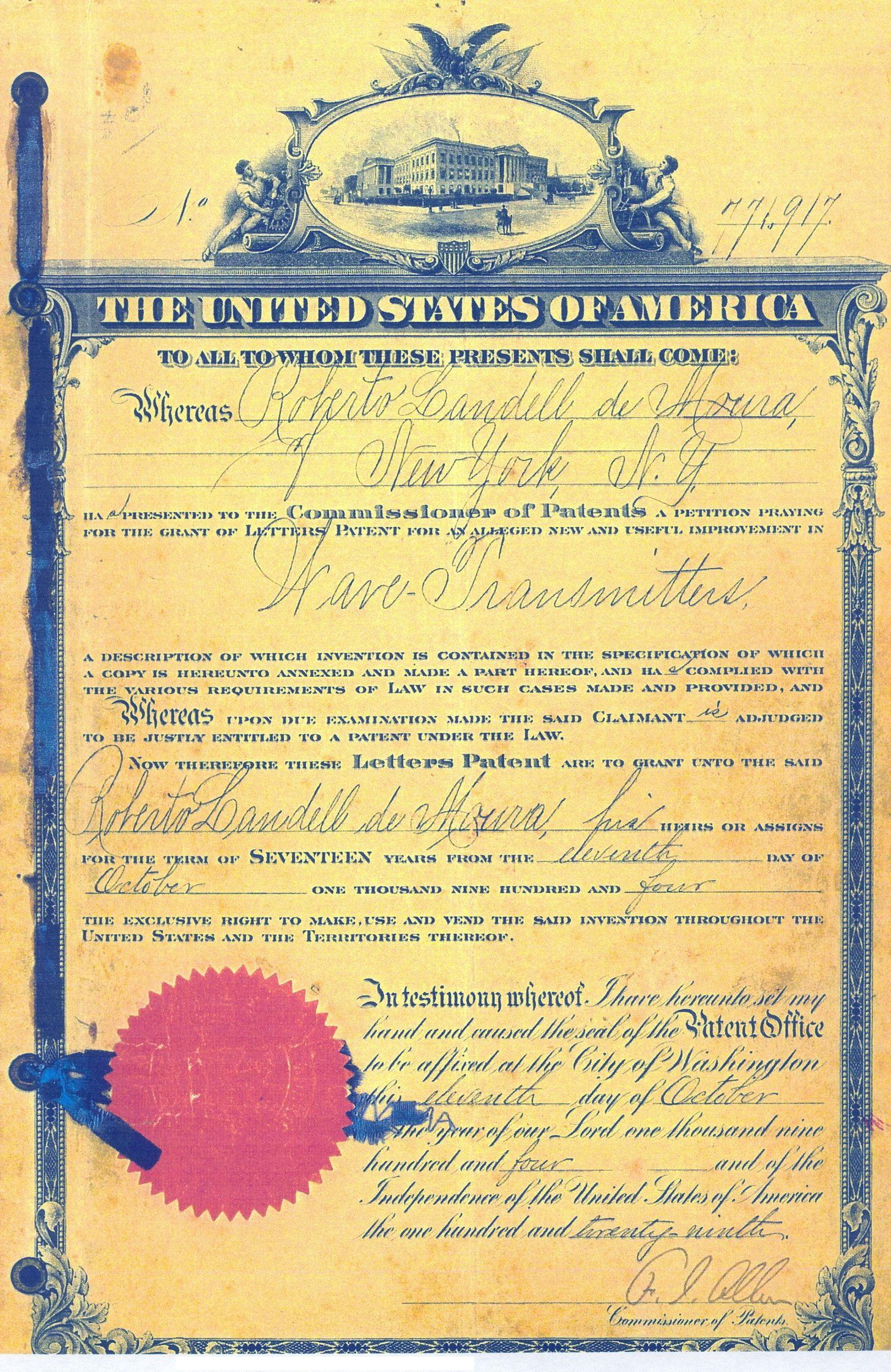
Certificato statunitense del brevetto

Alla fine del 1904, dovette tornare in Brasile con un debito di 4.000 dollari americani (139.985 dollari nel 2024), con la speranza di tornare a New York in breve tempo e, secondo Ernani Fornari, di brevettare altre sei invenzioni, ma dovette abbandonare i suoi piani. Cercò di ottenere il sostegno del governo brasiliano per tenere dimostrazioni delle sue apparecchiature negli Stati Uniti. Tuttavia, durante l'incontro con un rappresentante del governo, affermò che le navi potevano trovarsi a qualsiasi distanza l'una dall'altra, suggerendo persino la possibilità di una comunicazione interplanetaria, cosa che non fu ben accolta dal funzionario governativo. Cercò anche il sostegno dell'Assemblea legislativa di San Paolo per finanziare la commercializzazione della sua invenzione, senza successo. Secondo Alencar, dopo il rifiuto del governo brasiliano, Landell de Moura avrebbe distrutto i suoi esperimenti e abbandonato la ricerca scientifica. Dopodiché, il governo federale iniziò a investire nella radiotelegrafia per le forze armate.

### Operatività
Il trasmettitore d'onda, originariamente chiamato Gouradphone, era costruito artigianalmente e utilizzava un microfono elettromeccanico, inventato da Landell, in grado di captare, secondo Claudia Zaltrão, “onde sonore attraverso una camera di risonanza”, il cui diaframma metallico "apriva e chiudeva una bobina di Ruhmkorff primaria, e induceva un'alta tensione nella bobina secondaria che veniva irradiata o attraverso un'antenna o attraverso due sfere a specchio riflettente." Le due sfere erano chiamate “interruttori fonetici” e, quando esposte alle vibrazioni della voce umana o di altri suoni, creavano una serie di scintille elettriche o lampi di luce. Quando questi, a loro volta, raggiungevano il ricevitore, diventavano comprensibili attraverso un telefono, una lampada o un dispositivo per codice Morse. Tuttavia, la voce irradiata non manteneva le caratteristiche del timbro dell'interlocutore, per cui serviva essere allenati per riuscire a comprendere il contenuto dei messaggi. Il segnale conteneva però molte armoniche, che ne consentivano il rilevamento in un'ampia gamma di frequenze.
Secondo il team di Cientec, che replicò l'invenzione (vedi sotto), l'"interruttore fonetico" fu la vera innovazione introdotta da Landell, in quanto le altre parti dell'apparecchiatura erano già note. Secondo un resoconto di A Federação del 1905, la trasmissione delle onde luminose avrebbe raggiunto i 30-50 chilometri e non sarebbe stata soggetta alle interferenze climatiche, in quanto il fascio di luce sarebbe stato modificato sia dalle vibrazioni meccaniche che da quelle elettriche prodotte dalla voce.
Il dispositivo utilizzava onde radio e fasci di luce oltre che onde continue; Landell era un propugnatore dell'uso di onde corte per le comunicazioni a lunga distanza, cosa che Marconi riconobbe come utile solo nel 1916. D'Arisbo osserva che il dispositivo per la trasmissione delle onde luminose sarebbe diverso da quello per la trasmissione delle onde elettromagnetiche, mentre il brevetto rilasciato negli Stati Uniti spiega che le vibrazioni dell'interrutore fonetico sono trasformate sia in onde elettriche che in onde luminose. Il biografo Hamilton Almeida riferisce che Landell impiegò più di 10 anni per sviluppare la sua apparecchiatura, avendo iniziato a elaborare le sue idee intorno al 1886, dopo essere tornato dai suoi studi a Roma. Essenzialmente, Landell cercò di stabilire una connessione da punto a punto con le onde elettromagnetiche attraverso un trasmettitore d'onda che irradiava informazioni in tutte le direzioni. Confrontando gli esperimenti di Landell e di Marconi, i ricercatori César Augusto dos Santos e Otto Albuquerque rilevano quanto segue:
Nel 1901 il brevetto di Landell, secondo Albuquerque, aveva come priorità la trasmissione del parlato in un sistema fotonico-elettronico, mentre il brevetto di Marconi si concentrava solo sulla trasmissione di segnali in codice Morse. Entrambi i ricercatori concordano sul fatto che Marconi e Landell condussero esperimenti simili, ma con obiettivi diversi. Santos spiega che "il sacerdote-scienziato fu il primo radioamatore nella telegrafia vocale e il primo emittente con contatti continui nel Paese e all'estero."

### Fortuna
Negli anni '80 un gruppo di lavoro di Telebrás analizzò i brevetti rilasciati dagli Stati Uniti e intuì che Landell fu il primo a realizzare trasmissioni a onde continue, utilizzando una valvola equivalente a quella a tre elettrodi brevettata da Lee De Forest nel 1907. Allo stesso tempo, Edson Benedicto Ramos Féris, all'epoca ingegnere del Centro di Ricerca e Sviluppo Telebrás e professore alla USP, dopo aver analizzato i brevetti, spiegò che il sistema luminoso utilizzato da Landell era un predecessore della fibra ottica, in quanto, nonostante le differenze, si basano entrambi sullo stesso principio. Parlando dell'importanza di questi brevetti, Hamilton Almeida, in un libro del 1983, affermò che “il trasmettitore d'onda brevettato da padre Landell negli Stati Uniti è il precursore della radio.”
A proposito degli esperimenti di Landell, Laura De Luca e Walter Lobina nel 1993 affermarono in “Tu piccola scatola... La radio: fatti, cose, persone” che Landell condusse la "prima trasmissione radiofonica di cui si abbia notizia. Il comune di San Paolo fu testimone dell'emissione e della ricezione di onde elettromagnetiche e luminose. La radio era nata, ma nessuno se ne accorse." Secondo gli autori, la radio non trovò nel Paese un ambiente in cui potersi sviluppare. Luiz Artur Ferraretto, professore dell'UFRGS, osservò che con gli esperimenti del 1899 e del 1900, "Padre Landell si avvicinò a ciò che, più di un decennio dopo, prese il nome di radiodiffusione." Come riconosce Claudia Zaltrão, però, il nome di Landell e il suo lavoro rimangono dimenticati nel suo Paese e all'estero. Almeida nota invece che in vita l'invenzione di Landell ricevette il riconoscimento di diversi inventori statunitensi.

### Repliche
Nel 1984 la Fundação de Ciência e Tecnologia (Cientec) di Rio Grande do Sul presentò una replica funzionale del trasmettitore d'onda, a cui avevano lavorato per tre mesi l'ingegnere Antonio Carlos Solano e i tecnici José Clóvis Totel e Antônio Felipe Pepe. Una delle tante difficoltà che incontrarono fu quella di capire le dimensioni del dispositivo originale e quali materiali utilizzare per replicarlo. Il 7 settembre dello stesso anno, in occasione della chiusura della Semana da Pátria (Settimana della Madrepatria), la replica fu presentata al pubblico in un evento durante il quale il governatore Jair Soares pronunciò attraverso il trasmettitore d'onda le parole “Porto Alegre”. Nel 2004 un'altra replica funzionale fu realizzata da Marco Aurélio Cardoso Moura, dopo due anni di lavoro.
La replica del 1984 aveva una portata di 50 metri su un'ampia banda di frequenza, compresa la FM. Ferraretto ha osservato che all'epoca di Landell il risultato sarebbe stato migliore per l'assenza di interferenze esterne. Tuttavia, la replica aveva difficoltà a riprodurre l'intonazione della voce umana, un problema che portò Landell a considerare la creazione un codice di parole per migliorare la comunicazione. La replica del 2004 aveva una migliore ricezione con le onde medie, intorno ai 540 kHz, e riconosceva la FM. Per il resto, le sue prestazioni erano simili alla replica del 1984.